# George Anderson
George Walter Anderson (Manchester, gennaio 1893 – 1959) è stato un calciatore inglese di ruolo ala.

## Carriera
Ha giocato tutta la sua carriera con il Manchester United, dal 1911 al 1917, segnando 37 reti in 80 partite.

## Palmarès

### Club

#### Competizioni nazionali
- Community Shield: 1

Manchester United: 1911